# Quarto grado
Quarto grado è un programma televisivo italiano di genere talk show, giudiziario, criminologico, rotocalco e investigativo, in onda in prima serata su Rete 4 dal 7 marzo 2010, condotto da Salvo Sottile con Sabrina Scampini dal 7 marzo 2010 al 7 giugno 2013, mentre dal 6 settembre 2013 la conduzione è passata a Gianluigi Nuzzi con Alessandra Viero (sostituita da Elena Tambini dal 20 gennaio al 19 luglio 2017). Il programma è giunto alla sedicesima edizione e viene trasmesso in diretta dallo studio 10 del Centro di produzione Mediaset di Cologno Monzese.

## Il programma
Il programma, nato per creare un appuntamento settimanale in prima serata su Rete 4 e per risollevare gli ascolti della rete, è ideato e curato da Siria Magri, realizzato dalla testata giornalistica italiana Videonews e si focalizza sui casi della cronaca attuale e degli ultimi anni con interviste e approfondimenti sui grandi e piccoli "gialli" che hanno appassionato e dividono l'opinione pubblica, con un'attenzione particolare dal punto di vista della vittima.
Quarto grado si caratterizza per il contenuto multidisciplinare anche grazie all'intervento nei dibattiti in studio di alcuni esperti nei diversi campi di interesse scientifico: Massimo Picozzi per la criminologia, Alessandro Meluzzi per la psichiatria, Luciano Garofano per la polizia scientifica, Barbara Palombelli per la cronaca, ed altri professionisti nel ramo delle scienze forensi (antropologia, medicina legale, informatica, telecomunicazioni), oltre che avvocati ed esponenti del mondo giornalistico. Lo schema di base consistente nel discutere con gli esperti e i protagonisti delle vicende di cronaca giudiziaria, anche tramite il collegamento esterno con gli inviati Francesca Fogar, Ilaria Cavo, Remo Croci, Simone Toscano, Giorgio Sturlese Tosi, Alessandra Borgia, Francesca Carollo, Ilaria Mura, Salvatore Filippone, Cristina Stanescu e molti altri in grado di fornire informazioni aggiornate direttamente dai luoghi di interesse.
In alcuni casi sono stati ospitati anche rappresentanti della società civile come Elisa Pozza Tasca (già presidente dell'Associazione Penelope).
Le prime tre edizioni del programma sono andate in onda in diretta dallo studio 1 del Centro Safa Palatino di Roma; dalla quarta edizione in poi il programma va in onda sempre in diretta, ma dagli studi di Cologno Monzese (cedendo quindi il suo ex studio romano al talk show politico Quinta colonna condotto da Paolo Del Debbio).

### Studi televisivi
| Studio televisivo                                              | Edizione | Edizione | Edizione | Edizione | Edizione | Edizione | Edizione | Edizione | Edizione | Edizione | Edizione | Edizione | Edizione | Edizione | Edizione | Edizione | Totale |
| Studio televisivo                                              | 1ª       | 2ª       | 3ª       | 4ª       | 5ª       | 6ª       | 7ª       | 8ª       | 9ª       | 10ª      | 11ª      | 12ª      | 13ª      | 14ª      | 15ª      | 16ª      | Totale |
| -------------------------------------------------------------- | -------- | -------- | -------- | -------- | -------- | -------- | -------- | -------- | -------- | -------- | -------- | -------- | -------- | -------- | -------- | -------- | ------ |
| Studio 1 del Centro Safa Palatino, Roma                        |          |          |          |          |          |          |          |          |          |          |          |          |          |          |          |          | 5      |
| Studio 14 del Centro di produzione Mediaset di Cologno Monzese |          |          |          |          |          |          |          |          |          |          |          |          |          |          |          |          | 2      |
| Studio 15 del Centro di produzione Mediaset di Cologno Monzese |          |          |          |          |          |          | 1        |          |          |          |          |          |          |          |          |          |        |
| Studio 10 del Centro di produzione Mediaset di Cologno Monzese |          |          |          |          |          |          |          |          |          |          |          |          |          |          |          |          | 10     |

## Edizioni
| Edizione | Anno      | Conduzione      | Co-conduzione    | Co-conduzione    | Periodo           | Periodo        | Puntate      | Puntate  | Regia         | Studio                                                              | Studio                                                              |
| Edizione | Anno      | Conduzione      | Co-conduzione    | Co-conduzione    | Inizio            | Fine           | Prima serata | Speciali | Regia         | Studio                                                              | Studio                                                              |
| -------- | --------- | --------------- | ---------------- | ---------------- | ----------------- | -------------- | ------------ | -------- | ------------- | ------------------------------------------------------------------- | ------------------------------------------------------------------- |
| 1ª       | 2010      | Salvo Sottile   | Sabrina Scampini | Sabrina Scampini | 7 marzo 2010      | 6 giugno 2010  | 13           | –        | Dario Calleri | Studio 1 del Centro Safa Palatino, Roma                             | Studio 1 del Centro Safa Palatino, Roma                             |
| 2ª       | 2010-2011 | Salvo Sottile   | Sabrina Scampini | Sabrina Scampini | 5 settembre 2010  | 1º luglio 2011 | 41           | –        | Dario Calleri | Studio 1 del Centro Safa Palatino, Roma                             | Studio 1 del Centro Safa Palatino, Roma                             |
| 3ª       | 2011-2012 | Salvo Sottile   | Sabrina Scampini | Sabrina Scampini | 9 settembre 2011  | 5 giugno 2012  | 37           | 2        | Dario Calleri | Studio 1 del Centro Safa Palatino, Roma                             | Studio 1 del Centro Safa Palatino, Roma                             |
| 4ª       | 2012-2013 | Salvo Sottile   | Sabrina Scampini | Sabrina Scampini | 7 settembre 2012  | 7 giugno 2013  | 34           | 2        | Dario Calleri | Studio 1 del Centro Safa Palatino, Roma                             | Studio 1 del Centro Safa Palatino, Roma                             |
| 5ª       | 2013-2014 | Gianluigi Nuzzi | Sabrina Scampini | Alessandra Viero | 6 settembre 2013  | 23 maggio 2014 | 34           | –        | Dario Calleri | Studio 14 del Centro di produzione Mediaset di Cologno Monzese      | Studio 14 del Centro di produzione Mediaset di Cologno Monzese      |
| 6ª       | 2014-2015 | Gianluigi Nuzzi | Alessandra Viero | Alessandra Viero | 5 settembre 2014  | 29 maggio 2015 | 35           | 2        | Dario Calleri | Studio 14 e 15 del Centro di produzione Mediaset di Cologno Monzese | Studio 14 e 15 del Centro di produzione Mediaset di Cologno Monzese |
| 7ª       | 2015-2016 | Gianluigi Nuzzi | Alessandra Viero | Alessandra Viero | 4 settembre 2015  | 5 agosto 2016  | 43           | 3        | Dario Calleri | Studio 10 del Centro di produzione Mediaset di Cologno Monzese      | Studio 10 del Centro di produzione Mediaset di Cologno Monzese      |
| 8ª       | 2016-2017 | Gianluigi Nuzzi | Alessandra Viero | Elena Tambini    | 9 settembre 2016  | 17 luglio 2017 | 38           | 1        | Dario Calleri | Studio 10 del Centro di produzione Mediaset di Cologno Monzese      | Studio 10 del Centro di produzione Mediaset di Cologno Monzese      |
| 9ª       | 2017-2018 | Gianluigi Nuzzi | Alessandra Viero | Alessandra Viero | 8 settembre 2017  | 22 giugno 2018 | 38           | –        | Dario Calleri | Studio 10 del Centro di produzione Mediaset di Cologno Monzese      | Studio 10 del Centro di produzione Mediaset di Cologno Monzese      |
| 10ª      | 2018-2019 | Gianluigi Nuzzi | Alessandra Viero | Alessandra Viero | 14 settembre 2018 | 10 luglio 2019 | 36           | 3        | Dario Calleri | Studio 10 del Centro di produzione Mediaset di Cologno Monzese      | Studio 10 del Centro di produzione Mediaset di Cologno Monzese      |
| 11ª      | 2019-2020 | Gianluigi Nuzzi | Alessandra Viero | Alessandra Viero | 20 settembre 2019 | 26 giugno 2020 | 38           | –        | Dario Calleri | Studio 10 del Centro di produzione Mediaset di Cologno Monzese      | Studio 10 del Centro di produzione Mediaset di Cologno Monzese      |
| 12ª      | 2020-2021 | Gianluigi Nuzzi | Alessandra Viero | Alessandra Viero | 11 settembre 2020 | 23 luglio 2021 | 42           | –        | Dario Calleri | Studio 10 del Centro di produzione Mediaset di Cologno Monzese      | Studio 10 del Centro di produzione Mediaset di Cologno Monzese      |
| 13ª      | 2021-2022 | Gianluigi Nuzzi | Alessandra Viero | Alessandra Viero | 10 settembre 2021 | 29 luglio 2022 | 43           | –        | Dario Calleri | Studio 10 del Centro di produzione Mediaset di Cologno Monzese      | Studio 10 del Centro di produzione Mediaset di Cologno Monzese      |
| 14ª      | 2022-2023 | Gianluigi Nuzzi | Alessandra Viero | Alessandra Viero | 9 settembre 2022  | 28 luglio 2023 | 42           | –        | Dario Calleri | Studio 10 del Centro di produzione Mediaset di Cologno Monzese      | Studio 10 del Centro di produzione Mediaset di Cologno Monzese      |
| 15ª      | 2023-2024 | Gianluigi Nuzzi | Alessandra Viero | Alessandra Viero | 15 settembre 2023 | 26 luglio 2024 | 46           | –        | Dario Calleri | Studio 10 del Centro di produzione Mediaset di Cologno Monzese      | Studio 10 del Centro di produzione Mediaset di Cologno Monzese      |
| 16ª      | 2024-2025 | Gianluigi Nuzzi | Alessandra Viero | Alessandra Viero | 13 settembre 2024 | 25 luglio 2025 | 43           | –        | Dario Calleri | Studio 10 del Centro di produzione Mediaset di Cologno Monzese      | Studio 1 del Centro Safa Palatino, Roma                             |

### Prima edizione (2010)
La prima edizione di Quarto grado, con la conduzione di Salvo Sottile con Sabrina Scampini, è andata ogni domenica in prima serata su Rete 4 dal 7 marzo al 6 giugno 2010, in diretta dallo studio 1 del Centro Safa Palatino di Roma. Il 4 aprile 2010 il programma non andò in onda per le festività pasquali. In questa prima edizione si parlava, tra gli altri, anche dei casi di morte di Gabriele Sandri, del delitto di Novi Ligure, della scomparsa dei bambini fratelli Francesco e Salvatore Pappalardi, dell'omicidio di Meredith Kercher e della scomparsa della piccola Denise Pipitone. Visti i buoni risultati ottenuti superiori alla media degli ascolti, il direttore di Rete 4 Giuseppe Feyles ha deciso di rendere stabile questo appuntamento istituendo anche le successive edizioni ordinarie.

### Seconda edizione (2010-2011)
La seconda edizione di Quarto grado, sempre con la conduzione di Salvo Sottile con Sabrina Scampini, è andata in onda in prima serata su Rete 4 dal 5 settembre 2010 al 1º luglio 2011, in diretta dallo studio 1 del Centro Safa Palatino di Roma. Inizialmente trasmesso la domenica fino al 10 ottobre 2010, dal 15 ottobre dello stesso anno il programma passò stabilmente al venerdì in seguito al forte incremento d'ascolti quasi doppio rispetto alla prima edizione. In questa edizione il programma era andato in onda fino al 17 dicembre 2010, per poi tornare dopo la pausa natalizia dal 7 gennaio al 1º luglio 2011. I principali casi trattati sono stati il giallo di Simonetta Cesaroni, l'omicidio di Cogne, il trafugamento della bara di Mike Bongiorno e i rapimenti di Tommaso Onofri, dei fratellini Salvatore e Francesco Pappalardi (Ciccio e Tore), Gabriel Petersone e Alessandro Catelli, l'omicidio della tredicenne Yara Gambirasio (della ragazza scomparsa venne ritrovato il corpo il 26 febbraio 2011), la morte della quindicenne pugliese Sarah Scazzi, la scomparsa delle gemelle Livia e Alessia Schepp e il delitto di Melania Rea.

### Terza edizione (2011-2012)
La terza edizione di Quarto grado, sempre con la conduzione di Salvo Sottile con Sabrina Scampini, è andata in onda ogni venerdì in prima serata su Rete 4 dal 9 settembre 2011 al 15 giugno 2012, in diretta dallo studio 1 del Centro Safa Palatino di Roma. Il 3 ottobre 2011 andò in onda una puntata speciale di lunedì per seguire in diretta la sentenza d'appello di assoluzione di Amanda Knox e Raffaele Sollecito dalla Corte d'assise d'appello di Perugia sull'omicidio di Meredith Kercher. Il 2 dicembre andò in onda una puntata speciale sul caso del delitto di Via Poma. In questa edizione il programma era andato in onda fino al 16 dicembre 2011, per poi tornare dopo la consueta pausa natalizia dal 13 gennaio al 15 giugno 2012.

### Quarta edizione (2012-2013)
La quarta edizione di Quarto grado, sempre con la conduzione di Salvo Sottile con Sabrina Scampini, è andata in onda ogni venerdì in prima serata su Rete 4 dal 7 settembre 2012 al 7 giugno 2013, in diretta dallo studio 1 del Centro Safa Palatino di Roma. Dal 9 novembre 2012 il programma si scontrava con il programma-rivale di Rai 3 Amore criminale (condotto prima da Luisa Ranieri e poi da Barbara De Rossi dal 3 maggio 2013) e questo spiegava il parziale calo di ascolti di quello di Rete 4. In questa edizione il programma era andato in onda fino al 7 dicembre 2012, per poi tornare dopo la consueta pausa natalizia dall'11 gennaio al 7 giugno 2013. Il 17 gennaio dello stesso anno il programma andò in onda eccezionalmente di giovedì per esigenze interne al palinsesto di Mediaset. Il 29 marzo andò in onda una puntata speciale dedicata all'intervista esclusiva all'ex-ministro degli esteri Giulio Terzi di Sant'Agata sulla vicenda dei due marò in India. Il 21 aprile, eccezionalmente di domenica, andò in onda una puntata speciale dedicata alla sentenza di Sabrina Misseri e Cosima Serrano sull'omicidio di Sarah Scazzi.

### Quinta edizione (2013-2014)
La quinta edizione di Quarto grado, con la conduzione di Gianluigi Nuzzi (subentrato a Salvo Sottile, passato a LA7 nel luglio 2013) con Sabrina Scampini (fino al 27 settembre 2013) e Alessandra Viero (subentrata a Sabrina Scampini dal 4 ottobre 2013 per via della gravidanza in stato avanzato), è andata in onda ogni venerdì in prima serata su Rete 4 dal 6 settembre 2013 al 23 maggio 2014, in diretta dallo studio 14 del Centro di produzione Mediaset di Cologno Monzese. In questa edizione il programma era andato in onda fino al 13 dicembre 2013, per poi tornare dopo la consueta pausa natalizia dal 10 gennaio al 23 maggio 2014. Da questa edizione e fino alla dodicesima il programma non andò in onda il venerdì santo. Dal 28 febbraio all'11 aprile 2014 il programma si scontrò con la nuova edizione del programma-rivale di Rai 3 Amore criminale.

### Sesta edizione (2014-2015)
La sesta edizione di Quarto grado, sempre con la conduzione di Gianluigi Nuzzi con Alessandra Viero, è andata in onda ogni venerdì in prima serata su Rete 4 dal 5 settembre 2014 al 29 maggio 2015, in diretta dallo studio 14 e 15 (utilizzato per gli approfondimenti a cura di Alessandra Viero e della redazione) del Centro di produzione Mediaset di Cologno Monzese. Il 9 dicembre 2014, eccezionalmente di martedì, andò in onda una puntata speciale dedicata all'omicidio di Andrea Loris Stival, bambino di otto anni trovato morto il 29 novembre in un canalone di Santa Croce Camerina, in provincia di Ragusa. Il 17 dicembre andò in onda una puntata speciale di mercoledì dedicata alla seconda sentenza d'appello (che produsse la prima condanna a carico di Alberto Stasi) sul delitto di Garlasco. In questa edizione il programma era andato in onda fino al 17 dicembre 2014, per poi tornare dopo la consueta pausa natalizia dal 9 gennaio al 29 maggio 2015.

### Settima edizione (2015-2016)
La settima edizione di Quarto grado, sempre con la conduzione di Gianluigi Nuzzi con Alessandra Viero, è andata in onda ogni venerdì in prima serata su Rete 4 dal 4 settembre 2015 al 5 agosto 2016, in diretta dallo studio 10 del Centro di produzione Mediaset di Cologno Monzese. La puntata del 13 novembre 2015 venne allungata fino alle 4:00 di mattina, per informare i telespettatori degli attentati di Parigi, documentati in diretta. Il 12 dicembre andò in onda una puntata speciale di sabato dedicata alla sentenza della cassazione di Alberto Stasi sul delitto di Garlasco. Il 18 dicembre 2015, l'8 gennaio, il 3 giugno, il 29 luglio e il 5 agosto 2016 andò in onda lo spin-off Quarto grado - I documenti. In questa edizione il programma era andato in onda fino al 18 dicembre 2015, per poi tornare dopo la consueta pausa natalizia dall'8 gennaio al 5 agosto 2016. Il 12 febbraio dello stesso anno andò in onda un altro spin-off, Quarto grado - Le storie. La puntata del 19 febbraio segnò il record stagionale, risultando dunque essere la puntata più vista della stagione. Nella puntata del 10 aprile si parlò del caso dei fidanzati di Pordenone, Teresa e Trifone, il cui delitto era avvenuto il 17 marzo. La puntata del 1º luglio fu anticipata, dalle 19:40 alle 20:30, da uno speciale di 55 minuti dal titolo Quarto grado Speciale - Sentenza Bossetti, dedicato alla sentenza di Massimo Bossetti sull'omicidio di Yara Gambirasio; dopodiché, il programma tornò alle 21:15 (orario consueto d'inizio di ogni puntata) dopo il programma Dalla vostra parte, dando spazio anche al caso della bambina rumena Maria Ungureanu, morta in una piscina a San Salvatore Telesino, in provincia di Benevento. La puntata del 15 luglio fu interamente dedicata alla strage di Nizza. Il 22 luglio il programma non andò in onda, venendo sostituito da una puntata speciale del programma Dalla vostra parte dedicata alla strage di Monaco di Baviera.

### Ottava edizione (2016-2017)
L'ottava edizione di Quarto grado, sempre con la conduzione di Gianluigi Nuzzi con Alessandra Viero (fino al 13 gennaio 2017 e sostituita da Elena Tambini dal 20 gennaio al 17 luglio dello stesso anno a causa della maternità), è andata in onda ogni venerdì in prima serata su Rete 4 dal 9 settembre 2016 al 17 luglio 2017, in diretta dallo studio 10 del Centro di produzione Mediaset di Cologno Monzese. Dal 4 al 25 novembre 2016 il programma si scontrò ancora una volta con il programma-rivale di Rai 3 Amore criminale. In questa edizione il programma era andato in onda fino al 9 dicembre 2016, per poi tornare dopo la consueta pausa natalizia dal 13 gennaio al 17 luglio 2017. Il 10 febbraio dello stesso anno andò in onda lo spin-off Quarto grado - Le storie. In questa edizione il programma, oltre al venerdì santo, non andò in onda neanche il 2 giugno in quanto festa della Repubblica. Il 17 luglio 2017, eccezionalmente di lunedì, l'edizione terminò con una puntata speciale intitolata Quarto grado Speciale - Il verdetto con gli aggiornamenti in diretta sull'esito finale del processo d'appello a Massimo Bossetti.

### Nona edizione (2017-2018)
La nona edizione di Quarto grado, sempre con la conduzione di Gianluigi Nuzzi con Alessandra Viero, è andata in onda ogni venerdì in prima serata su Rete 4 dall'8 settembre 2017 al 22 giugno 2018, in diretta dallo studio 10 del Centro di produzione Mediaset di Cologno Monzese. In questa edizione il programma era andato in onda fino al 15 dicembre 2017, per poi tornare dopo la consueta pausa natalizia dal 12 gennaio al 22 giugno 2018. Il 9 febbraio, l'8, il 15 e il 22 giugno 2018 andò in onda lo spin-off Quarto grado - Le storie.

### Decima edizione (2018-2019)
La decima edizione di Quarto grado, sempre con la conduzione di Gianluigi Nuzzi con Alessandra Viero, è andata in onda ogni venerdì in prima serata su Rete 4 dal 14 settembre 2018 al 7 luglio 2019, in diretta dallo studio 10 del Centro di produzione Mediaset di Cologno Monzese. In questa edizione il programma era andato in onda fino al 14 dicembre 2018, per poi tornare dopo la consueta pausa natalizia dall'11 gennaio al 14 giugno 2019. Dopo una settimana di pausa, il programma tornò con due speciali: il 28 giugno sulla scomparsa di Roberta Ragusa e al processo ad Antonio Logli e il 7 luglio sempre sulla scomparsa di Roberta Ragusa ma anche con due nuovi approfondimenti (in particolare uno sull'omicidio di Luca Varani e un altro sull'omicidio di Sara Di Pietrantonio). Il 10 luglio, eccezionalmente di mercoledì, l'edizione terminò con una puntata speciale sulla sentenza della Cassazione sul caso di Roberta Ragusa.

### Undicesima edizione (2019-2020)
L'undicesima edizione di Quarto grado, sempre con la conduzione di Gianluigi Nuzzi con Alessandra Viero, è andata in onda ogni venerdì in prima serata su Rete 4 dal 20 settembre 2019 al 26 giugno 2020, in diretta dallo studio 10 del Centro di produzione Mediaset di Cologno Monzese. In questa edizione il programma era andato in onda fino al 20 dicembre 2019, per poi tornare dopo la consueta pausa natalizia dal 10 gennaio al 26 giugno 2020. Dal 5 giugno al 26 giugno dello stesso anno, per quattro settimane, andò in onda lo spin-off Quarto grado - Le storie.

### Dodicesima edizione (2020-2021)
La dodicesima edizione di Quarto grado, sempre con la conduzione di Gianluigi Nuzzi con Alessandra Viero, è andata in onda ogni venerdì in prima serata su Rete 4 dall'11 settembre 2020 al 23 luglio 2021, in diretta dallo studio 10 del Centro di produzione Mediaset di Cologno Monzese. In questa edizione il programma era andato in onda fino all'11 dicembre 2020, per poi tornare dopo la consueta pausa natalizia dall'8 gennaio al 23 luglio 2021. Dal 21 maggio al 23 luglio 2021, per dieci settimane, andò in onda lo spin-off Quarto grado - Le storie.

### Tredicesima edizione (2021-2022)
La tredicesima edizione di Quarto grado, sempre con la conduzione di Gianluigi Nuzzi con Alessandra Viero, è andata in onda ogni venerdì in prima serata su Rete 4 dal 10 settembre 2021 al 29 luglio 2022, in diretta dallo studio 10 del Centro di produzione Mediaset di Cologno Monzese. In questa edizione il programma era andato in onda fino al 17 dicembre 2021, per poi tornare dopo la consueta pausa natalizia dal 14 gennaio al 29 luglio 2022. Da questa edizione il programma è tornato ad andare in onda anche il venerdì santo. Dal 10 giugno al 29 luglio 2022, per otto settimane, andò in onda lo spin-off Quarto grado - Le storie.

### Quattordicesima edizione (2022-2023)
La quattordicesima edizione di Quarto grado, sempre con la conduzione di Gianluigi Nuzzi con Alessandra Viero, è andata in onda ogni venerdì in prima serata su Rete 4 dal 9 settembre 2022 al 28 luglio 2023, in diretta dallo studio 10 del Centro di produzione Mediaset di Cologno Monzese. Il 23 settembre 2022 il programma non andò in onda venendo sostituito da una puntata del programma Zona bianca con la conduzione di Giuseppe Brindisi dedicata alle elezioni politiche in Italia del 25 settembre. In questa edizione il programma era andato in onda fino al 16 dicembre 2022, per poi tornare dopo la consueta pausa natalizia dal 13 gennaio al 28 luglio 2023. Dal 9 giugno al 28 luglio 2023, per otto settimane, andò in onda lo spin-off Quarto grado - Le storie.

### Quindicesima edizione (2023-2024)
La quindicesima edizione di Quarto grado, sempre con la conduzione di Gianluigi Nuzzi con Alessandra Viero, è andata in onda ogni venerdì in prima serata su Rete 4 dal 15 settembre 2023 al 26 luglio 2024, in diretta dallo studio 10 del Centro di produzione Mediaset di Cologno Monzese. Il 29 dicembre 2023 e dal 7 giugno al 26 luglio 2024, per nove settimane, andò in onda lo spin-off Quarto grado - Le storie.

### Sedicesima edizione (2024-2025)
La sedicesima edizione di Quarto grado, sempre con la conduzione di Gianluigi Nuzzi con Alessandra Viero, è andata in onda ogni venerdì in prima serata su Rete 4 dal 13 settembre 2024 al 25 luglio 2025, in diretta dallo studio 10 del Centro di produzione Mediaset di Cologno Monzese. Dal 13 giugno al 18 luglio 2025 è stato utilizzato anche lo studio 1 del Centro Safa Palatino di Roma solamente per il collegamento con Alessandra Viero, in quanto impegnata con la conduzione di Pomeriggio Cinque News. In questa edizione il programma è andato in onda fino al 20 dicembre 2024, per poi tornare dopo la consueta pausa natalizia dal 10 gennaio al 25 luglio 2025. Il 18 aprile il programma non è andato in onda, in quanto venerdì santo.

### Diciassettesima edizione (2025-2026)
La diciassettesima edizione di Quarto grado, sempre con la conduzione di Gianluigi Nuzzicon Alessandra Viero, andrà in onda ogni venerdì in prima serata su Rete 4 dal 12 settembre 2025, in diretta dal Centro di produzione Mediaset di Cologno Monzese.

## Speciali
| Puntata | Anno | Conduzione      | Co-conduzione    | Titolo                                    | Messa in onda    | Argomenti della puntata | Orario      | Programmazione | Programmazione | Programmazione                                                      | Programmazione                                                 | Programmazione | Programmazione | Programmazione | Collocazione | Studio                                  | Ascolti        | Ascolti | Ascolti |
| Puntata | Anno | Conduzione      | Co-conduzione    | Titolo                                    | Messa in onda    | Argomenti della puntata | Orario      | L              | M              | M                                                                   | G                                                              | V              | S              | D              | Collocazione | Studio                                  | Telespettatori | Share   | Fonte   |
| ------- | ---- | --------------- | ---------------- | ----------------------------------------- | ---------------- | --- | ----------- | -------------- | -------------- | ------------------------------------------------------------------- | -------------------------------------------------------------- | -------------- | -------------- | -------------- | ------------ | --------------------------------------- | -------------- | ------- | ------- |
| 1       | 2011 | Salvo Sottile   | Sabrina Scampini | Quarto grado Speciale                     | 3 ottobre 2011   | Sentenza d'appello di assoluzione di Amanda Knox e Raffaele Sollecito dalla Corte d'assise d'appello di Perugia sull'omicidio di Meredith Kercher | 21:15-00:40 |                |                |                                                                     |                                                                |                |                |                | Prima serata | Studio 1 del Centro Safa Palatino, Roma | 3 932 000      | 15,18%  | [ 43 ]  |
| 2       | 2011 | Salvo Sottile   | Sabrina Scampini | Quarto grado Speciale                     | 2 dicembre 2011  | Caso del delitto di Via Poma | 21:15-00:40 |                |                | 2 290 000                                                           | 8,96%                                                          | [ 44 ]         |                |                | Prima serata | Studio 1 del Centro Safa Palatino, Roma |                |         |         |
| 3       | 2013 | Salvo Sottile   | Sabrina Scampini | Quarto grado Speciale                     | 29 marzo 2013    | Intervista esclusiva all'ex-ministro degli esteri Giulio Terzi di Sant'Agata sulla vicenda dei due marò in India                                  | 21:15-00:40 | 1 413 000      | 6,43%          | [ 45 ]                                                              |                                                                |                |                |                | Prima serata | Studio 1 del Centro Safa Palatino, Roma |                |         |         |
| 4       | 2013 | Salvo Sottile   | Sabrina Scampini | Quarto grado Speciale                     | 21 aprile 2013   | Sentenza di Sabrina Misseri e Cosima Serrano sull'omicidio di Sarah Scazzi                                                                        | 21:15-00:40 |                |                | 1 891 000                                                           | 7,73%                                                          | [ 46 ]         |                |                | Prima serata | Studio 1 del Centro Safa Palatino, Roma |                |         |         |
| 5       | 2014 | Gianluigi Nuzzi | Alessandra Viero | Quarto grado Speciale                     | 9 dicembre 2014  | Omicidio di Andrea Loris Stival | 21:15-00:40 |                |                | Studio 14 e 15 del Centro di produzione Mediaset di Cologno Monzese | 2 630 000                                                      | 12,27%         | [ 47 ]         |                | Prima serata |                                         |                |         |         |
| 6       | 2014 | Gianluigi Nuzzi | Alessandra Viero | Quarto grado Speciale                     | 17 dicembre 2014 | Seconda sentenza d'appello (che produsse la prima condanna a carico di Alberto Stasi) sul delitto di Garlasco                                     | 21:15-00:40 |                |                | Studio 14 e 15 del Centro di produzione Mediaset di Cologno Monzese | 1 223 000                                                      | 5,96%          | [ 48 ]         |                | Prima serata |                                         |                |         |         |
| 7       | 2015 | Gianluigi Nuzzi | Alessandra Viero | Quarto grado Speciale                     | 13 novembre 2015 | Attentati di Parigi | 21:15-04:00 |                |                | Dalla prima serata in poi                                           | Studio 10 del Centro di produzione Mediaset di Cologno Monzese | 1 450 000      | 8,36%          | [ 49 ]         |              |                                         |                |         |         |
| 8       | 2015 | Gianluigi Nuzzi | Alessandra Viero | Quarto grado Speciale                     | 12 dicembre 2015 | Sentenza della cassazione di Alberto Stasi sul delitto di Garlasco                                                                                | 21:15-00:40 |                |                | Prima serata                                                        | Studio 10 del Centro di produzione Mediaset di Cologno Monzese | 1 187 000      | 5,40%          | [ 50 ]         |              |                                         |                |         |         |
| 9       | 2016 | Gianluigi Nuzzi | Alessandra Viero | Quarto grado Speciale - Sentenza Bossetti | 1º luglio 2016   | Sentenza di Massimo Bossetti sull'omicidio di Yara Gambirasio                                                                                     | 19:40-20:30 |                |                | Preserale                                                           | Studio 10 del Centro di produzione Mediaset di Cologno Monzese | 669 000        | 4,41%          | [ 51 ]         |              |                                         |                |         |         |
| 10      | 2017 | Gianluigi Nuzzi | Elena Tambini    | Quarto grado Speciale - Il verdetto       | 17 luglio 2017   | Esito finale del processo d'appello di Massimo Bossetti sull'omicidio di Yara Gambirasio                                                          | 21:15-00:40 |                |                | Prima serata                                                        | Studio 10 del Centro di produzione Mediaset di Cologno Monzese | 1 520 000      | 9,70%          | [ 52 ]         |              |                                         |                |         |         |
| 11      | 2019 | Gianluigi Nuzzi | Alessandra Viero | Quarto grado Speciale                     | 28 giugno 2019   | Scomparsa di Roberta Ragusa e processo ad Antonio Logli                                                                                           | 21:25-00:50 |                |                | Prima serata                                                        | Studio 10 del Centro di produzione Mediaset di Cologno Monzese | 1 136 000      | 8,60%          | [ 53 ]         |              |                                         |                |         |         |
| 12      | 2019 | Gianluigi Nuzzi | Alessandra Viero | Quarto grado Speciale                     | 7 luglio 2019    | Scomparsa di Roberta Ragusa con due nuovi approfondimenti: uno sull'omicidio di Luca Varani e un altro sull'omicidio di Sara Di Pietrantonio      | 21:25-00:50 |                |                | Prima serata                                                        | Studio 10 del Centro di produzione Mediaset di Cologno Monzese | 445 000        | 3,20%          | [ 54 ]         |              |                                         |                |         |         |
| 13      | 2019 | Gianluigi Nuzzi | Alessandra Viero | Quarto grado Speciale                     | 10 luglio 2019   | Sentenza della cassazione sul caso di Roberta Ragusa                                                                                              | 21:25-00:50 |                |                | Prima serata                                                        | Studio 10 del Centro di produzione Mediaset di Cologno Monzese | 1 300 000      | 8,80%          | [ 55 ]         |              |                                         |                |         |         |

## Programmazione
| Edizione | Rete televisiva | Anno      | Stagione          | Orario      | Durata  | Programmazione | Programmazione | Programmazione | Programmazione | Programmazione | Programmazione | Programmazione | Collocazione |
| Edizione | Rete televisiva | Anno      | Stagione          | Orario      | Durata  | L              | M              | M              | G              | V              | S              | D              | Collocazione |
| -------- | --------------- | --------- | ----------------- | ----------- | ------- | -------------- | -------------- | -------------- | -------------- | -------------- | -------------- | -------------- | ------------ |
| 1ª       | Rete 4          | 2010      | inverno-primavera | 21:15-00:40 | 185 min |                |                |                |                |                |                |                | Prima serata |
| 2ª       | Rete 4          | 2010-2011 | estate-estate     | 21:15-00:40 | 185 min |                |                |                |                |                |                |                | Prima serata |
| 3ª       | Rete 4          | 2011-2012 | estate-primavera  | 21:15-00:40 | 185 min |                |                |                |                |                |                |                | Prima serata |
| 4ª       | Rete 4          | 2012-2013 | estate-primavera  | 21:15-00:40 | 185 min |                |                |                |                |                |                |                | Prima serata |
| 5ª       | Rete 4          | 2013-2014 | estate-primavera  | 21:15-00:40 | 185 min |                |                |                |                |                |                |                | Prima serata |
| 6ª       | Rete 4          | 2014-2015 | estate-primavera  | 21:15-00:40 | 185 min |                |                |                |                |                |                |                | Prima serata |
| 7ª       | Rete 4          | 2015-2016 | estate-estate     | 21:15-00:40 | 185 min |                |                |                |                |                |                |                | Prima serata |
| 8ª       | Rete 4          | 2016-2017 | estate-estate     | 21:15-00:40 | 185 min |                |                |                |                |                |                |                | Prima serata |
| 9ª       | Rete 4          | 2017-2018 | estate-estate     | 21:15-00:40 | 185 min |                |                |                |                |                |                |                | Prima serata |
| 10ª      | Rete 4          | 2018-2019 | estate-estate     | 21:25-00:50 | 185 min |                |                |                |                |                |                |                | Prima serata |
| 11ª      | Rete 4          | 2019-2020 | estate-estate     | 21:25-00:50 | 185 min |                |                |                |                |                |                |                | Prima serata |
| 12ª      | Rete 4          | 2020-2021 | estate-estate     | 21:25-00:50 | 185 min |                |                |                |                |                |                |                | Prima serata |
| 13ª      | Rete 4          | 2021-2022 | estate-estate     | 21:25-00:50 | 185 min |                |                |                |                |                |                |                | Prima serata |
| 14ª      | Rete 4          | 2022-2023 | estate-estate     | 21:25-00:50 | 185 min |                |                |                |                |                |                |                | Prima serata |
| 15ª      | Rete 4          | 2023-2024 | estate-estate     | 21:25-00:50 | 185 min |                |                |                |                |                |                |                | Prima serata |
| 16ª      | Rete 4          | 2024-2025 | estate-estate     | 21:25-00:50 | 185 min |                |                |                |                |                |                |                | Prima serata |

## Sigla
Dalla prima alla dodicesima edizione la sigla del programma era il tema (Prelude) della colonna sonora del film Psyco, mentre dalla tredicesima edizione la sigla è un jingle creato appositamente.

## Spin-off

### Segreti e delitti
Nelle estati del 2014 e del 2015, per sette settimane per edizione, andò in onda, in diretta su Canale 5, il programma di approfondimento Segreti e delitti condotto da Gianluigi Nuzzi e Alessandra Viero.

### Il giallo della settimana
Dal 2 aprile 2016 al 10 novembre 2018 andò in onda, su TGcom24, ogni sabato alle 22:00, lo spin-off intitolato Il giallo della settimana condotto dal giornalista Remo Croci, inviato storico di Quarto Grafo autore di molti scoop,  fino al 23 settembre 2017, e a rotazione da Martina Maltagliati ed Elena Tambini dal 30 settembre successivo al 10 novembre 2018.

### Il terzo indizio
Dal 17 maggio 2016 al 5 giugno 2018 è andato in onda, ogni martedì su Rete 4, il programma di approfondimento Il terzo indizio condotto da Alessandra Viero per la prima edizione e da Barbara De Rossi per le successive tre edizioni.

### Quarto grado - La domenica
Dal 19 febbraio al 28 maggio 2017 e nuovamente dal 1º ottobre 2017 al 3 giugno 2018, è andato in onda su Rete 4, ogni domenica in access prime time, lo spin-off intitolato Quarto grado - La domenica con la conduzione di Gianluigi Nuzzi, con una durata di circa 45 minuti.

## Giudizio della critica
Quarto grado è stato al centro di controversie durante la conduzione di Salvo Sottile (dal 7 marzo 2010 al 7 giugno 2013). Nonostante l'intento dichiarato del programma, cioè far conoscere al grande pubblico televisivo argomenti di interesse criminologico, non sempre è stato possibile fornire spunti in grado di agevolare letture alternative delle vicende trattate e fu criticata la spettacolarizzazione, avendo un sistema tendenzialmente accusatorio. Nel caso dell'omicidio di Sarah Scazzi, trattato molto spesso da Quarto grado tra il settembre 2010 e il marzo 2012, la redazione (guidata da Siria Magri) si è attestata su una linea prevalentemente conforme agli indirizzi investigativi della pubblica accusa, cioè della Procura della Repubblica di Taranto.
Dal settembre 2013 in poi il giudizio della critica televisiva verso Quarto grado è migliorato con il nuovo conduttore Gianluigi Nuzzi (un giornalista noto per alcune sue importanti inchieste, tra cui quelle legate allo scandalo Vatileaks, e proveniente da LA7) che per alcuni ha reso il talk show più "neutro" in uno stile tendenzialmente inquisitorio. La nuova conduzione ha puntato molto sulle campagne anti-stalking e di informazione contro la violenza su donne e minori. A proposito di questo "nuovo corso" di Quarto grado, il conduttore Gianluigi Nuzzi il 24 gennaio 2014 (cioè nel giorno dell'avvicendamento tra Mario Giordano e Claudio Brachino al timone di Videonews) ha dichiarato che la linea [editoriale] da tenere è una: mettere in fila gli elementi senza trasformarsi in investigatori o giudici. Non è nostro dovere fornire verità (assolute oppure schierarsi con una delle parti in causa sostenendo una determinata tesi scartando le altre), ma fare molteplici ipotesi che diano voce sia agli innocentisti che ai colpevolisti.

## Parodie

### Quarto Cologrado
Nell'edizione 2011 di Colorado il duo comico Gigi e Ross produce la parodia comica di questo programma: nello sketch, intitolato Quarto Cologrado (nome nato dalla fusione dei titoli Quarto grado e Colorado), il duo interpreta la parte del conduttore Salvo Sottile e del criminologo Massimo Picozzi come consulente. Notare che lo sketch va in onda alle ore 23:30 circa il venerdì sera, giorno di programmazione di Colorado, su Italia 1: considerando che Quarto grado va in onda nello stesso momento su Rete 4, il conduttore Salvo Sottile, curiosamente, si trova, grazie al duo comico citato, ad essere in onda in due reti Mediaset nello stesso momento. Da notare, inoltre, che la sigla dello sketch è la stessa di Quarto grado e viene ripetuta molto spesso in quanto il duo comico effettua, con la complicità del conduttore di Colorado Paolo Ruffini, la parodia della conduzione a tre quarti di Salvo Sottile, ovvero della particolare postura del conduttore di Quarto grado durante gli annunci dell'arrivo (e poi del rientro al termine) della pausa pubblicitaria. Verso il termine dell'ultima puntata dell'edizione 2011 di Colorado è intervenuto, all'improvviso, lo stesso Salvo Sottile nello sketch citato sopra: il ruolo del conduttore di Quarto grado era aiutare Paolo Ruffini, Gigi e Ross e il pubblico in studio a "lanciare" la sigla corretta dello sketch al posto degli errori fatti dai suoi imitatori. Infatti, in precedenza, l'imitatore di Picozzi aveva lanciato la sigla di Uomini e donne, Ruffini la sigla del Festival di Sanremo e l'imitatore di Sottile la sigla dei Puffi nella storica versione cantata da Cristina D'Avena. Da qui l'arrivo improvviso del conduttore di Rete 4 per lanciare correttamente la sigla di Quarto grado, ma durante i saluti finali di Sottile è andato in onda un altro errore, cioè la sigla di Forum. Si noti che l'intervento del conduttore di Quarto grado è stato possibile in quanto le ultime due puntate dell'edizione 2011 di Colorado erano state spostate dal venerdì (giorno in cui va in onda Sottile su Rete 4) al mercoledì (per evitare una concorrenza interna al gruppo Mediaset al Resto Umile World Show di Checco Zalone su Canale 5 in onda nei primi due venerdì di dicembre), quindi è stato possibile l'incrocio dal vivo tra la parodia (Quarto Cologrado) e l'oggetto stesso della parodia (Quarto grado). Nelle edizioni successive di Colorado questa gag è stata cancellata perché Gigi e Ross hanno lasciato Mediaset nel gennaio 2012.

### Altre parodie
Altre parodie di Quarto grado sono state fatte su Rai 2 a Quelli che il calcio già dal settembre 2010 al giugno 2013, quindi sia durante la conduzione di Simona Ventura (fino al maggio 2011) che poi in quella di Victoria Cabello: tali parodie prendevano di mira la particolare conduzione a tre quarti di Salvo Sottile, ovvero della particolare postura del conduttore di Quarto grado durante gli annunci dell'arrivo (e poi del rientro al termine) della pausa pubblicitaria, ma sono decisamente più brevi e stringate rispetto alla parodia fatta a Colorado di cui sopra perché nello show domenicale di Rai 2 si limitavano ad usarla per lanciare la pubblicità. Inoltre, spesso l'attore e showman Sergio Friscia all'interno di Mezzogiorno in famiglia, un altro show di Rai 2, imita la particolare conduzione a tre quarti e la parlata di Sottile: la gag di solito è usata per dare il via o per fermare il televoto.
Nel novembre 2011 Fiorello ha imitato Salvo Sottile dandone una nuova interpretazione nel suo one man show Il più grande spettacolo dopo il weekend su Rai 1.
Nella sit-com Mario di Maccio Capatonda, il personaggio di Oscar Carogna, con la sua rubrica Il morto del giorno in HD, si ispira alla conduzione di Salvo Sottile imitandone in parte il timbro vocale.
Il programma radiofonico Lo Zoo di 105 ha realizzato una parodia chiamata Squarto grado.

## Merchandising

### Rivista settimanale
Dal 13 maggio 2015 Quarto grado ha ampliato la sua offerta informativa con la pubblicazione di un settimanale dal titolo Quarto grado Magazine.

### Libri
Alla fine del 2011 per l'editore Fivestore - RTI, che ha pubblicato altri libri legati ad alcuni programmi Mediaset come Pianeta Mare e Cotto e mangiato, esce il primo volume della collana dedicata I gialli di Quarto grado, curato dal giornalista di cronaca nera Antonio Delitala e dedicato al caso di Melania Rea a Ripe di Civitella.
- Antonio Delitala, Lo strano caso di Melania Rea. Tradimenti, bugie e segreti del delitto che divide l'Italia, Milano, Fivestore - RTI, 2011.